# Кручкевич Богдан Володимирович
Кручкевич Богдан Володимирович (*1923 с. Боб'ятин Сокальського району Львівської області) — член ОУН.

## Освіта
Початкову освіту здобув у рідному селі, де закінчив п'ятирічну школу. Був свідком пацифікації, що мала місце 1930 року. У 1938 році закінчив сім класів Тартаківської школи. З 14 років бере участь у громадському житті: агітує однокласників не відвідувати костел на свята, а ходити лише до греко-католицької церкви; разом з товаришами бойкотує релігійні заняття римо-католиків; бере активну участь у бійках з однолітками поляками.

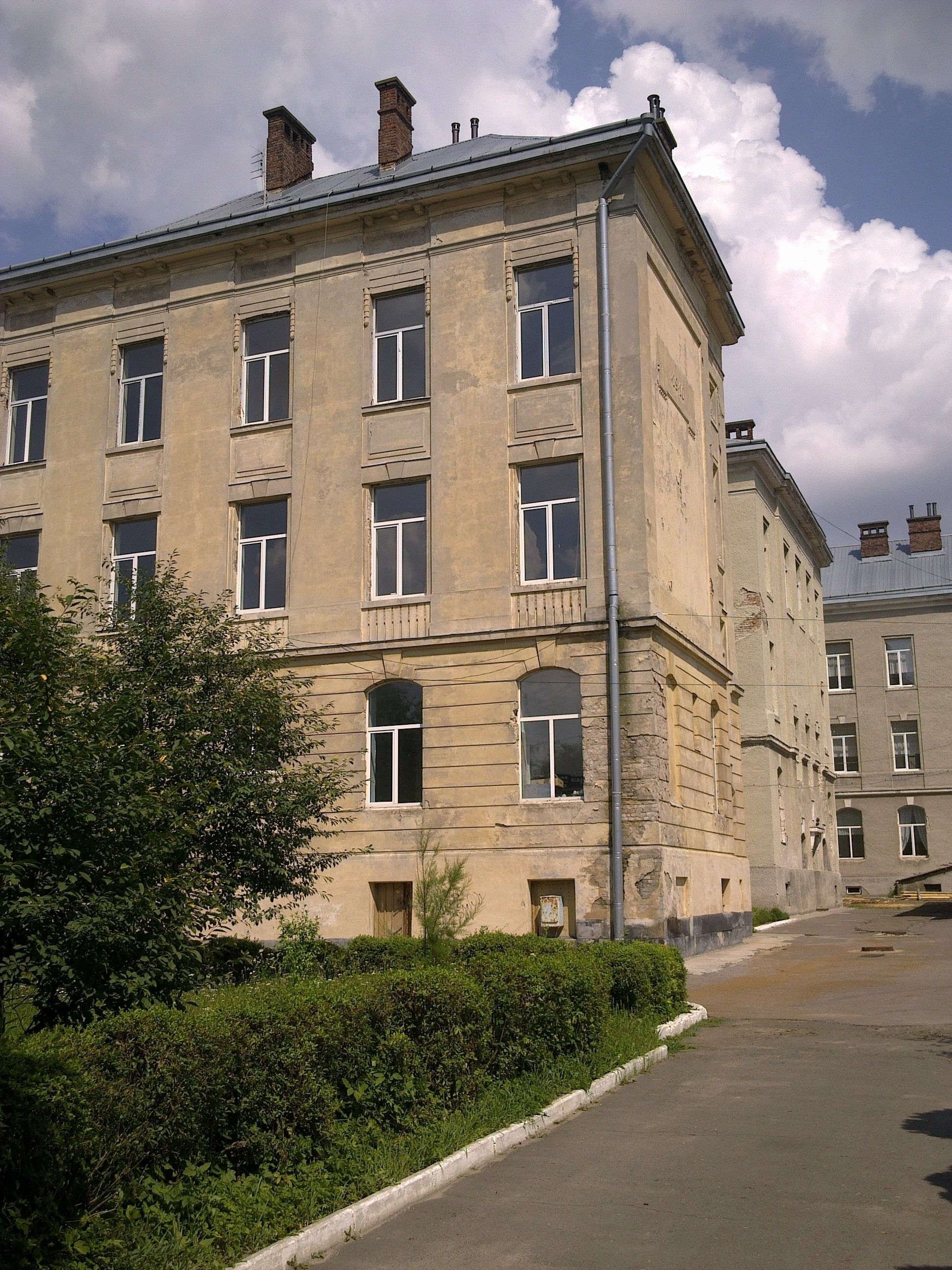
Сокальське педагогічне училище

У листопаді 1939 року вступив до Сокальської педшколи. Поступивши до педшколи мешкає у гуртожитку цього навчального закладу, де знайомиться з однолітками-націоналістами. До ОУН вступає 1940 року в педшколі. Перебуває у рої Степана Федоровича Микитюка. Знайомиться з викладачами зі Східної України та студентами із Запоріжжя, Кіровограду, Сум, Умані та Полтави, які приїхали до Сокаля. В педшколі навчався до початку війни, тобто до 22 червня 1941 року, закінчив другий курс.

### Однокурсники, члени ОУН-УПА
1. Дмуховський Володимир — пропагандист у Кам'янці Струмиловій. Суджений, загинув у Сибіру.
2. Прудка Павло — загинув у бою з енкаведистами.
3. Андрущак Петро — суджений, перебував у Гулагу до 1964 р.
4. Мусій Іванна-засуджена на 10 років, вирок відбувала у концтаборах Сибіру.
5. Дзік Володимир — з Лучиць, суджений, вирок відбував у концтаборах Сибіру.
6. Мрочковська Парасковія — зі с. Поздимира, суджена, вирок відбувала концтаборах Сибіру.

## Нацистський концтабір
25 червня 1941 року Кручкевич був спійманий на вулиці польовою жандармерією, і доправлений у Польщу до міста Замойсця. Звідти в'язнів переправляють до Гамбурга у табір військовополонених «Шталог Х-Д». У таборі переживає нестерпні умови з високою смертністю. На початку жовтня 1941 року 200 в'язнів (включно з Кручкевичем) перевозять в Австрію в м. Брук в табір примусової праці. Звільнений у березні 1942 року з табору, працював на будівництві залізничних доріг до квітня 1943 року.

## Збройне підпілля
17 квітня 1943 року повернувся в с. Боб'ятин і відразу зголошується до ОУН. Організація направляє молодого хлопця на пропагандисько-організаційний вишкіл. По закінченню вишколу Кручкевича розподіляють в СБ ОУН, він отримує завдання та працює в районній сітці. 7 жовтня 1945 року був заарештований НКВС. Два тижні перебував в районному відділку НКВС. Згодом переправляють до Львова в Замарстинівську тюрму, садять в одиночну камеру. Справу веде капітан Приймак, що родом був з Полтавщини. Слідство провадили лише в нічний час. В одиночній камері утримують до 23 травня 1946 року. 20 травня 1946 року слідство закінчено.

## Радянський концтабір

Богдан Кручкевич та Олексій Романюк. Інта. 15 квітня 1949

23 травня 1946 року Богдан Курчкевич був засуджений військовим трибуналом на 10 років ув'язнення і 5 років позбавлення в правах за ст. 54-1 А. Перевозять на Полтневу пересилку. Готують і формують етап і в телячому вагоні (разом з 60-ма іншими невільниками в одному вагоні) перевозять в Комі АСР. На засланні захворів на цілий ряд недуг. В Комі працював на різних роботах в кількох таборах Хановей Чум і в таборі неподалік від станції Інта. В останньому таборі майже всі в'язні були політичними. У 1950 році відбирають 10 в'язнів (серед них і Богдана Володимировича) і везуть у Печорлаг, там формують з в'язнів етап і везуть в Красноярськ над рікою Єнісей. У Красноярську вантажать на баржу і рікою Єнісей 1500 км везуть до порту Дудинка, а з Дудинки в м. Норильськ на Таймирський півострів. Поселяють в 4-й табір, в якому Кручкевич знаходиться до 1953 року. Працює на будівництві Норильська. Працював у бриагді, де бригадиром був Василь Синенко, також у бригаді були два литовця, два латиші, один естонець Юриксон. Всього — 24 невільника зі Львова, Тернополя, Чернівців, Івано-Франківська, Рівного. У травні 1953 в 5-му таборі політичні в'язні виступили проти табірної адміністрації за вбивство двох українців. Причиною до виступу стив такий випадок. Поруч 5-го табору був розташований склозавод, на якому працювали дівчата та жінки. Одного разу по закінченню праці дівчата та жінки зібралися йти до свого табору, ворота якого знаходились в 6-ти метрах від 4-го табору (у якому знаходився Богдан Кручкевич). Українські хлопці вийшли на ґанок та почали перекидувати дівчатам записки. Тоді охоронець застрелив двох українців зі зміни Кручкевича (що було порушенням закону — вбивати у таборі кого-небудь). Майже цілий місяць табір страйкував — ніхто не виходив на роботу. З Красноярська приїздив Міністр кольорової металургії на перемовини, але домовитись з націоналістами не вдалось. Після від'їзду міністра табір взяли штурмом війська МВС. Було вбито до трьох десятків в'язнів, чимало людей одержали поранення. Після цєї події Богдану Кручкевичу довелось побувати ще у трьох таборах.

### Велика зона
У 1955 році закінчився строк покарання, Кручкевича звільнили з табору, видали «вовчий документ» без права виїзду з Норильська. У 1956 році вийшов Указ видати паспорта з правом виїзду з Норильська, і влітку того ж року Богданові вдається виїхати до Кемеревської області до міста Прокопівська до своїх рідних братів, котрих радянські окупанти вивезли з України восени 1947 року. Богдан не встиг побачити батька живим — він сильно переживав знущання російських окупантів, захворів та помер 6 лютого 1948 року. Рідня так і не дізналась де могила їхнього батька. Найстарша сестра Богдана втікає до дому в Україну, до рідного села. Окупанти почали переслідувати її, й вона з чоловіком переїздить в Тернопільську область, де переховувалась до 1956 року. Цього року правління МВС звільняє всіх, хто знаходиться на спецпоселенні, вони стають формально вільними і мають право повернутися до власних домівок.

### Знайомство з майбутньою дружиною

Богдан Кручкевич та його дружина Катерина

На початку 1957 року Богдан Володимирович знайомиться з дівчиною Катериною Кавута. Її родину радянська влада також вивезла до Прокопівська у 1947 році разом з батьком Степаном Кавутою та мамою Ксенією Кавутою. Брат її був засуджений на 10 років ув'язнення і 5 років позбавлення у правах. Строк відбував у шахтах Інти. Родина Кавутів до радянської депортації проживала в селі Поршна Пустомитівського району Львівської області. 7 червня 1957 року Богдан та Катерина розписуються, та таємно беруть шлюб в греко-актолицького священика о. Івана Набережного. Дружина Кручкевича до і після одруження працює на збагачувальній вугільній фабриці. Сам Богдан працював на механічному заводі. У 1958 році подружжя повертається на батьківщину. Намагаються отримати приписку, однак МВС не дозволило, тиснуть, доводиться повертатись назад у Прокоп'євськ. У 1958 році у подружжя Кручкевичів народжується син. Богдан постійно розмірковує над тим, як вирватись в Україну. У 1956 році вмерла мати Катерини, а у 1961 році від серцевої недостачі батько. У 1963 році помирає мама Богдана Кручкевича. Богдан таємно запрошує на похорон монаха Василя Рудька. НКВС переслідувало його за відправу богослужінь. Батьки молодої сім'ї так і залишились спочивати у Сибіру. У 1967 році Богдану та Катерині вдається виїхати в Україну, до м. Херсона.

## На волі
З розвалом СРСР Богдан Кручкевич лишився у Херсоні, де мешкають його рідні. Він не лишається осторонь громадського та політичного життя — його часто можна побачити на мітингах. Веде здоровий спосіб життя, досі виходить на піші прогулянки та навіть пробіжки. 23 серпня 2010 року був запрошений почесним гостем на відкриття Меморіалу «Борцям за волю України» у с. Зміївка на Херсонщині. Регулярно відвідує богослужіння у Монастирі Святого Володимира Великого у Херсоні.